# Aphonopelma armada
Aphonopelma armada é uma espécie de aranha pertencente à família Theraphosidae (tarântulas).